# ماكس راينهارد
ماكس راينهارد (بالألمانية: Max Reinhardt)‏ هو مخرج وممثل نمساوي أمريكي، ولد في 9 سبتمبر 1873 في النمسا، وتوفي في 30 أكتوبر 1943 بنيويورك في الولايات المتحدة.

## أعمال

### أفلام
- (1935) حلم ليلة صيف
- (1940) اليهودي الأبدي

## ترشيحات
- جائزة نوبل للسلام (1936)

## وصلات خارجية
- ماكس راينهارد على موقع IMDb (الإنجليزية)
- ماكس راينهارد على موقع الموسوعة البريطانية (الإنجليزية)
- ماكس راينهارد على موقع روتن توميتوز (الإنجليزية)
- ماكس راينهارد على موقع مونزينجر (الألمانية)
- ماكس راينهارد على موقع ألو سيني (الفرنسية)
- ماكس راينهارد على موقع ميوزك برينز (الإنجليزية)
- ماكس راينهارد على موقع تيرنر كلاسيك موفيز (الإنجليزية)
- ماكس راينهارد على موقع أول موفي (الإنجليزية)
- ماكس راينهارد على موقع قاعدة بيانات برودواي على الإنترنت (الإنجليزية)
- ماكس راينهارد على موقع قاعدة بيانات برودواي على الإنترنت (الإنجليزية)